# Sint-Jan Berchmanscollege (Malle)
Het Sint-Jan Berchmanscollege (ook wel SJB of Sint-Jan) is een katholieke school in Westmalle. De school behoort tot de Scholengemeenschap voor katholiek secundair onderwijs Malle-Zandhoven en is een bisschoppelijke school van het Bisdom Antwerpen die onder het bestuur van KOBA Voorkempen valt.

## Geschiedenis

### Het testament van E.H. Ten Grootenhuysen en de broeders van Sint-Viator

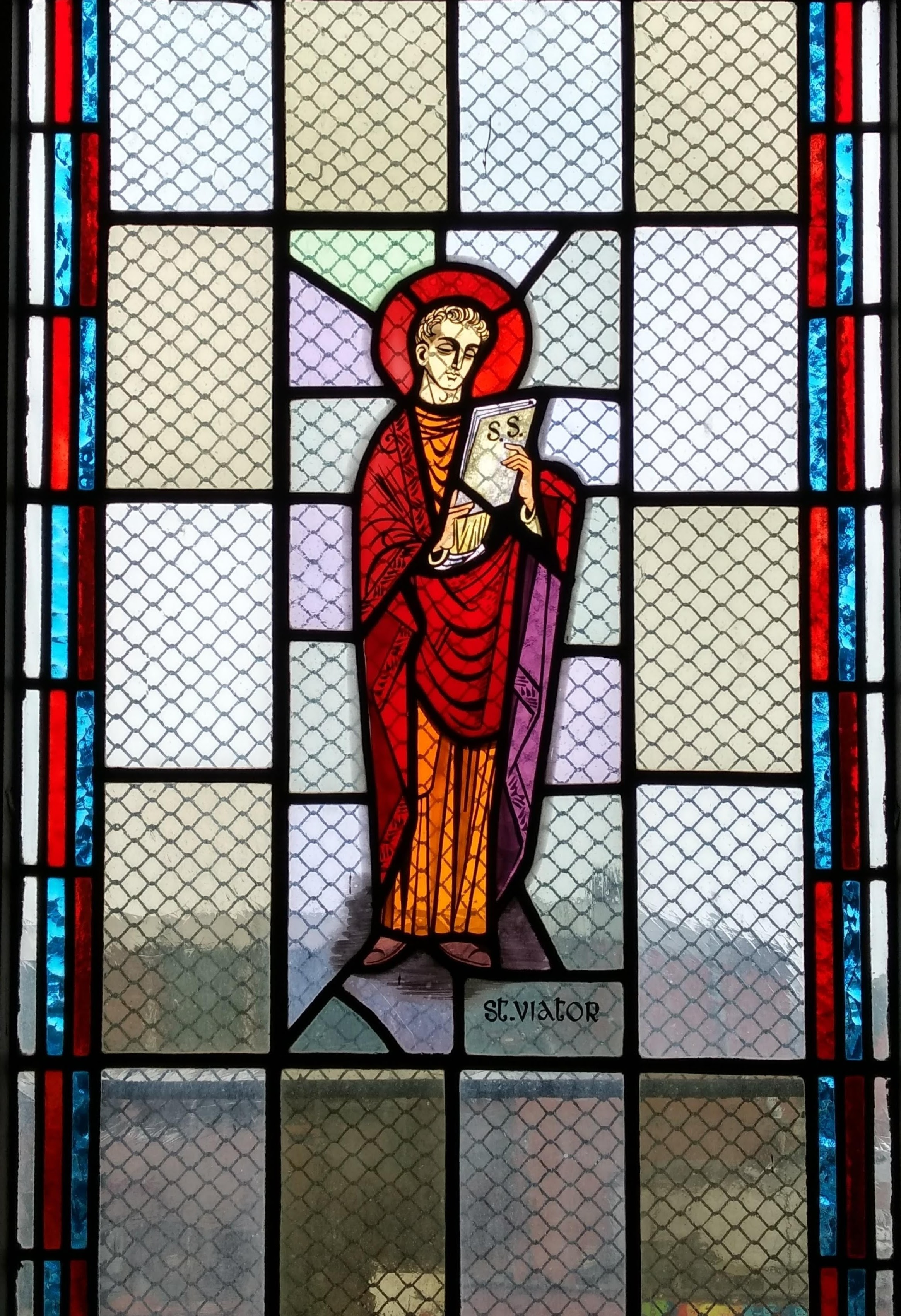
St. Viator, glas in lood in de kapel van het Groothuys

De geschiedenis van de school begint bij E.H. Josef Ten Grootenhuysen (1852-1910). Die was onderpastoor geweest in Heikruis, waarna hij verhuisde naar Westmalle toen hij priester op rust werd. Hij schreef in zijn testament dat hij een middelbare school wenste in het dorp. Een groot deel van zijn nalatenschap werd als legaat weerhouden ten voordele van de congregatie die die school zou stichten. E.H. Jozef Nelo (1856-1928), pastoor van Westmalle, werd met de uitvoering van het testament belast.
Terzelfder tijd waren een aantal Viatorianen op zoek naar een nieuwe mogelijkheid om een school op te richten. Hun congregatie werd opgericht door Louis Querbes (1793-1859), priester van het Franse Vourles, een dorpje in de buurt van Lyon. Ze hielden zich daar bezig met het onderwijs, maar vluchtten uit Frankrijk tijdens het bewind van Émile Combes, aan wie de Wet Combes van 1904 haar naam ontleende. Een deel van hen ging naar België. De broeders verbleven eerst in Aarschot, vervolgens in Jette en zochten dan een nieuwe plaats voor een school. Graaf Maximiliaan de Renesse kon hen, via burggraaf Joseph du Parc, een stuk grond voor een school aanbieden in Oostmalle. Daar zou het Maris Stella Instituut zich later vestigen. De broeders gingen immers niet in op dat aanbod, maar wel op dat van E.H. Nelo om op het bijna 3 hectare grote domein van E.H. Ten Grootenhuysen een school te stichten. De graaf besloot het project financieel te ondersteunen.
In oktober 1910 startte men met de bouw van het Sint-Jozefgesticht in de Sint-Jozeflei, waar twee klassen middelbaar zouden worden ingericht voor jongens. De eerste directeur was E.H. Nelo.

### Sint-Jan Berchmansinstituut

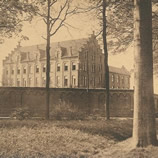
Het juvenaat in Westmalle ca. 1912. Op de foto is de noordkant van het Groothuys te zien.

Aan de andere kant van het domein van E.H. Ten Grootenhuysen, in de Kasteellaan, bouwde men een juvenaat op een weiland naast de Zwanenstraat dat E.H. Nelo had bemachtigd. Het gebouw, het Groothuys, in typisch Franse stijl werd in 1912 na zes maanden en achttien dagen opgeleverd. Dat jaar wordt beschouwd als het stichtingsjaar van de huidige school. Sint-Jan Berchmans werd de beschermheilige van het Sint-Jan Berchmansinstituut.
Tijdens WOI vluchtten de broeders en de leerlingen naar de Benedictijnerabdij van Oosterhout in Nederland. Er sneuvelden vier broeders die werden opgeroepen. In 1918 kwamen ze terug naar Westmalle. Toen Frankrijk een soepeler beleid voerde voor geestelijken, ging een deel van de orde terug naar hun thuisland of reisden ze verder naar Canada. De rest bleef in Westmalle.
Sinds 1930 wordt er niet langer lesgegeven in het Frans, maar wel in het Nederlands.
Tijdens WOII werden Brechtse vluchtelingen ondergebracht in de school en konden kinderen er herstellen van ziekte. In 1943 werd het juvenaat gesloten en werden de lokalen ter beschikking gesteld van het Sint-Jozefgesticht. De gebouwen in de Sint-Jozeflei werden aan de parochie gegeven. De naam Sint-Jan Berchmansinstituut bleef bestaan.
De schoolbevolking bleef groeien en in 1958 werd het Schoolpact ondertekend. Dankzij de subsidies die sindsdien aan het vrij onderwijs worden gegeven, kon in 1959 de hogere cyclus (economische) worden ingericht. In de jaren 60 volgden de wetenschappelijke A, de wetenschappelijke B en de Latijnse afdelingen. Op 30 juni 1962 werden de eerste diploma’s middelbaar onderwijs uitgereikt. Ook de infrastructuur werd uitgebreid: er werden zes klaslokalen en een afdak toegevoegd en in 1961 startte men met de bouw van de Zwaan, een gebouw naast de Zwanenstraat met een turnzaal en vier klaslokalen. Die turnzaal wordt nog steeds gebruikt als turnzaal en als feestzaal.

### Sint-Jan Berchmanscollege
Toen de humaniora werd uitgebouwd, van de eerste drie jaren middelbaar naar de volledige zes jaren, veranderde de naam Sint-Jan Berchmansinstituut in Sint-Jan Berchmanscollege. In 1966 kwam de school in handen van het Bisdom Antwerpen en waren niet langer de broeders directeur. Op 1 januari 1967 werd het college officieel een bisschoppelijke school.
In 1969 werden 74 leerlingen van het laatste jaar middelbaar de toegang tot de school geweigerd vlak voor het eindexamen, nadat ze deelnamen aan een betoging tegen de toenmalige directeur-jezuïet. Het college verloor alle door de ouders ingestelde rechtszaken en moest toen het geld voor de gerechtskosten en schadevergoedingen gaan lenen bij de trappisten van Westmalle. Ook het geld van het bouwfonds werd daarvoor aangewend.
In 1981 kwamen de eerste vrouwelijke leerkrachten aan en in 1983 werden de eerste meisjes ingeschreven in de Latijnse. In 1989 werd de eenheidsstructuur ingevoerd, waardoor het curriculum nu bestaat uit drie graden van telkens twee schooljaren. Op 30 juni 1994 werd het internaat gesloten en sinds 1995 kunnen meisjes zich inschrijven in de moderne.
In het schooljaar 2011-2012 vierde de school haar 100-jarig bestaan.
De namen die aan de gebouwen gegeven werden, verwijzen naar de geschiedenis van het college. Het oudste gebouw, het Groothuys, is vernoemd naar E.H. Ten Grootenhuysen. De Viator, die de 3de graad van het middelbaar herbergt, is vernoemd naar de broeders. De Querbes is vernoemd naar Louis Querbes. De Warande staat op de plaats waar zich vroeger de grote tuin van E.H. Ten Grootenhuysen bevond. De oude refter van het internaat in het Groothuys heet nu de Nelozaal, vernoemd naar E.H. Nelo.

## Studieaanbod

### Richtingen
De school biedt nagenoeg alle ASO-richtingen aan. Grieks-wetenschappen en moderne talen-wiskunde worden niet meer ingericht omdat er in het verleden te weinig leerlingen kandidaat waren en er is geen richting gewijd aan sport.
| klassieke richtingen                                                                              | moderne richtingen |
| ------------------------------------------------------------------------------------------------- | --- |
| - Grieks-Latijn - Grieks-wiskunde - Latijn-moderne talen - Latijn-wetenschappen - Latijn-wiskunde | - economie-moderne talen - economie-wiskunde - humane wetenschappen - moderne talen - moderne talen-wetenschappen - wetenschappen-wiskunde |

In het tweede en zesde jaar volgen de leerlingen 2 uur per week een keuzevak.

### CLIL
In de tweede graad is er de mogelijkheid om één of meerdere vakken te volgen in een andere taal (CLIL). De leerlingen hebben de optie om, afhankelijk van hun studiekeuze, informatica in het derde jaar in het Engels te volgen en geschiedenis in het derde en vierde jaar in het Frans.

## Cultuur

### Reizen
Het college kent een sterke traditie van schoolreizen.
Skireis
Er wordt een skireis georganiseerd voor leerlingen van het tweede jaar die willen gaan skiën. De groep gaat met de bus naar het skigebied van de Kronplatz in Italië.
In februari 2020 kwam de school hiermee in de media. De bestemming van de skireis bevindt zich in het gebied in Italië waar een van de eerste uitbraken van het coronavirus in Europa plaatsvond.
Parijsreis
In het vijfde jaar gaan de leerlingen naar Parijs. Tot en met het schooljaar 2022-2023 werd de reis alleen georganiseerd voor de moderne richtingen, terwijl de klassieke richtingen sociaal werk deden in een zorginstelling. Maar sinds het schooljaar 2023-2024 nemen alle leerlingen zowel deel aan de schoolreis als aan het sociaal werk.
Berlijnreis
In het zesde jaar was er voor de leerlingen van de moderne richtingen tot en met het schooljaar 2020-2021 een week naar Berlijn gepland. Tijdens deze reis probeerden ze de stad in zijn totaliteit te vatten: ze bezochten een aantal musea en monumenten en leerden er over de geschiedenis.
Italiëreis
In het zesde jaar gaan de leerlingen van de klassieke richtingen op reis door Italië. Sinds het schooljaar 2021-2022 maken ook de zesdejaars van de moderne richtingen een deel van de reis. De groep bezoekt achtereenvolgens Pisa, Firenze, Siëna, Paestum, Pompeï, Rome, Assisi, Ravenna en Venetië. Het is een echte cultuurreis: het team van leerkrachten voorzien lange dagen die volgepakt zitten met gegidste wandelingen, bezoeken aan historische sites en museumbezoeken.
Voor de gelegenheid wordt er onder leiding van dhr. D. Seliaerts (godsdienst) elk jaar ook een 'Romekoor' opgericht. Het koor zingt in het klein amfitheater in de ruïnes van Pompeï en in de viering in de Chiesa di San Giuliano dei Fiamminghi in Rome.

### Schoolkoor

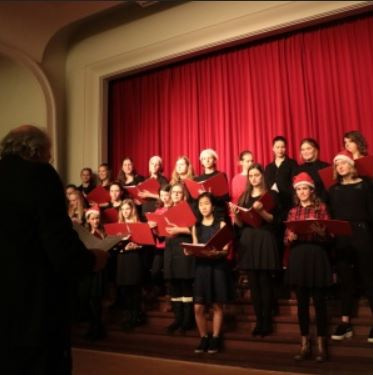
AIRétile dat optreedt in de feestzaal in de Zwaan

Het college heeft een schoolkoor: AIRétile. Het staat onder leiding van dhr. G. Van der Veken (muzikale opvoeding), ondersteund door mevr. S. Van Gucht. Iedere leerling die graag zingt mag meedoen, de meeste repetities worden binnen de schooluren gehouden en de deelname en partituren zijn gratis. Dat maakt AIRétile laagdrempelig. Er worden geregeld concerten gegeven, bijvoorbeeld naar aanleiding van Kerstmis of Pasen. Elk jaar wordt er ook een koorweekend georganiseerd op het schoolterrein. Er zijn ook regelmatig samenwerkingen met andere koren.

### Jong en Artistiek
Elk jaar wordt Jong en Artistiek georganiseerd. In een weekend in het voorjaar worden twee voorstellingen georganiseerd, waarbij leerlingen van het vijfde en zesde jaar de kans krijgen om hun podiumkunsten te tonen. De meeste leerlingen brengen muziek, woord of dans. Leerlingen die met beeldende kunst bezig zijn, ontwerpen de affiches en de programmaboekjes.
Het project wordt gedragen door mevr. V. Luyts en dhr. J. Mariën (geschiedenis en esthetica), de leerkracht muzikale opvoeding en het oudercomité. Nadat beiden op pensioen gingen nam mevr. L. Van Bouwel (geschiedenis en esthetica; tevens oud-deelneemster) de leiding over dit initiatief vanaf de 21ste editie in 2025 over.

## Competities
De school meet zich met andere scholen in verschillende wedstrijden en olympiades:
- Grieks: Platowedstrijd en Homeroswedstrijd;
- Latijn: Cicerowedstrijd en Vergiliuswedstrijd;
- moderne talen: Olyfran;
- wiskunde: Kangoeroewedstrijd en Vlaamse Wiskunde Olympiade;
- wetenschappen: Junior Olympiade Natuurwetenschappen en olympiades voor biologie, chemie, fysica en technologie;
- aardrijkskunde: Vlaamse Geografie Olympiade.

Het college ontving de eretitel OlympiadeSchool Natuurwetenschappen 2015-2017 en 2022-2024 van VONW.

## Rugby
Het college heeft een schoolrugbyclub, West Saints, die met verschillende ploegen deelneemt aan Belgische scholencompetities en jaarlijks op stage gaat in het Verenigd Koninkrijk. Op het schooldomein is een veld dat zowel voor lessen lichamelijke opvoeding als voor rugbytrainingen gebruikt wordt. De coach van de club is lo-leraar Pieter Bruynseels.

## Directeurs
De huidige algemeen directeur is dhr. Eric Van Huffelen. De pedagogisch directeurs zijn mevr. Kathleen Swaans voor de eerste graad en dhr. Rudy Vandebosch voor de tweede en derde graad. Verder neemt mevr. Bea Schrijvers de functie van logistiek en financieel directeur op zich.

### Algemeen directeurs sinds 1912
- 1912 - Pater Theo Baccalou
- 1914 - Pater Ad. Fabre
- 1918 - Pater Alex Séguret
- 1919 - Pater Henri Gardou
- 1922 - Pater Celestin Pezet
- 1927 - Pater Alfons Bertrand
- 1930 - Broeder Felix Minner
- 1946 - Broeder Henri Minner
- 1950 - Broeder Adil Cool
- 1953 - Pater Antoon Cassenaer
- 1958 - Broeder Juul Gysels
- 1966 - E.H. Leopold Baeten
- 1968 - E.H. Lodewijk Van Loo
- 1993 - Dhr. Alfons Goos
- 2012 - Dhr. Eric Van Huffelen[18]

## Bekende oud-leerlingen
- Alexander Hendrickx, hockeyer, o.a. bij de Red Lions
- Annelies Van Herck, nieuwsanker bij de VRT
- Bart Aernouts, triatleet
- Bruno Op de Beek, ex-presentator bij BRUZZ
- Carl Mintjens, CEO van de Mintjens Group
- Dieter Coppens, televisiemaker
- Els van Doesburg, schepen in Antwerpen voor N-VA
- Filip Lardon[19], kankerspecialist, hoogleraar, vicerector Universiteit Antwerpen
- Ivan Van de Cloot, auteur, hoofdeconoom van de denktank Itinera Institute
- Jan Hofkens, politicus N-VA
- Kristof Van den Berghe, dj onder de artiestennaam DJ Dark-E
- Lenty Frans, Miss België 2016
- Niels Vandeputte, wielrenner
- Peter Mertens, politicus, voormalig voorzitter van de PVDA
- Raf Njotea, screenwriter, presentator en columnist bij De Standaard
- Sanne Van Looy, politica N-VA, burgemeester van Malle
- Sen De Paepe, presentator bij MNM
- Seppe Smits, wereldkampioen snowboarden
- Sofie Hoflack, actrice

## Trivia
- In 2008 haalde de school het nieuws toen (mannelijke) leerlingen actie voerden voor het recht om een korte broek te dragen.[20][21]
- Als het in het VRT-Journaal gaat over de inschrijvingen in middelbare scholen, dan wordt er steeds een foto gebruikt van de zijgevel van het Groothuys.[22][23] Tegen die gevel zitten dan kamperende ouders van kinderen geboren in 2001. Bij deze generatie was er de vrees dat er niet genoeg plaatsen zouden zijn en dat men niet zou kunnen inschrijven. Daarom werd er met een wachtlijst gewerkt.[24][25][26][27]
- De klassen van het zesde leerjaar van de lagere school namen meermaals deel aan de internetquiz Whizzkids. In 2017 won klas 6A.[28] In 2020 behaalde klas 6A de eerste plaats, 6C de tweede plaats en 6B de vierde plaats.[29] Ook in 2021 behaalde 6A de eerste plaats.[30][31]
- Op 18 januari 2018 waaide het hard. Stukken roofing vlogen van het gebouw Querbes en er vielen dakpannen van het Groothuys. Niemand raakte gewond.[32]

Amateurbeelden
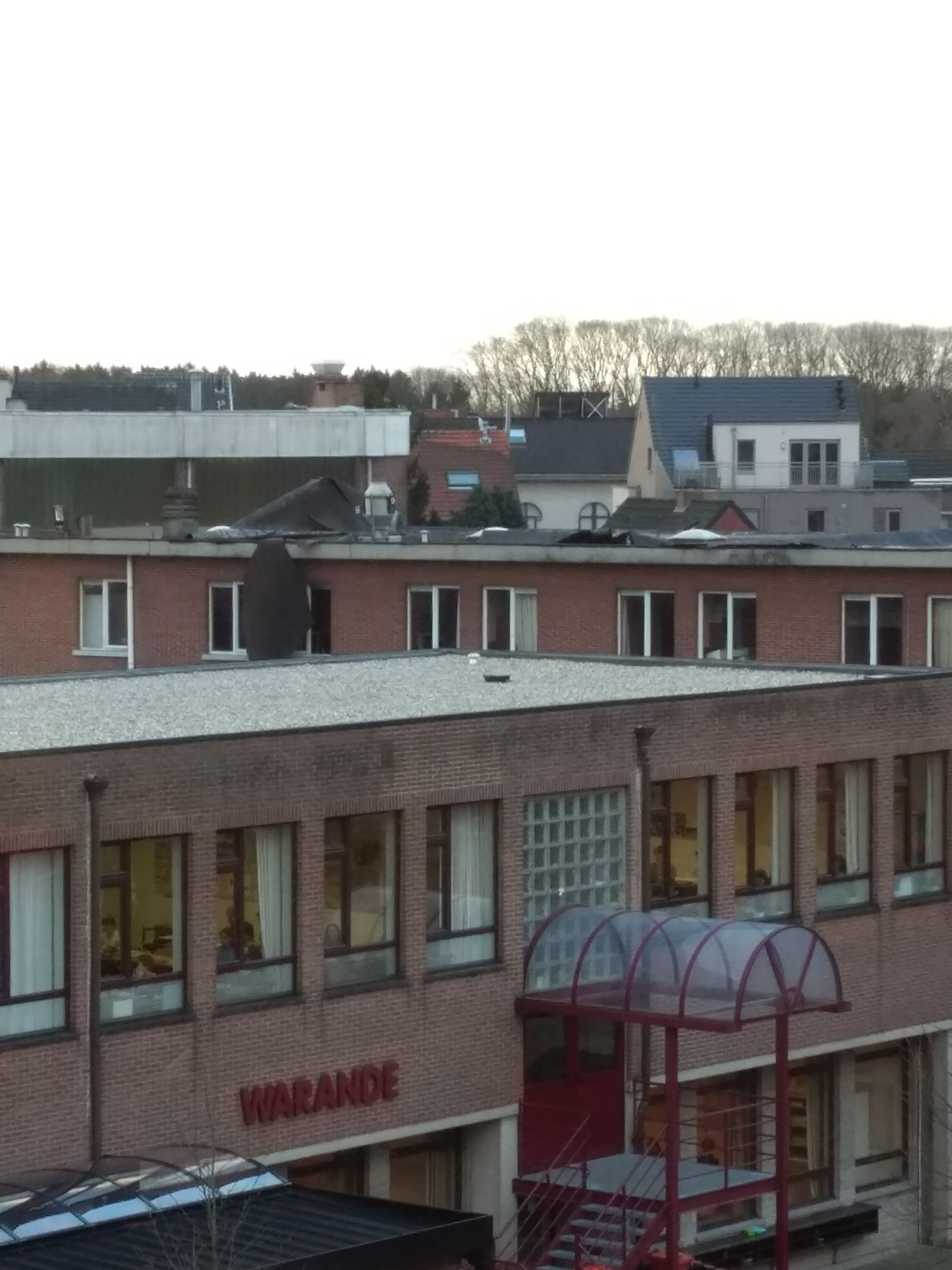
De roofing waaide van de Querbes
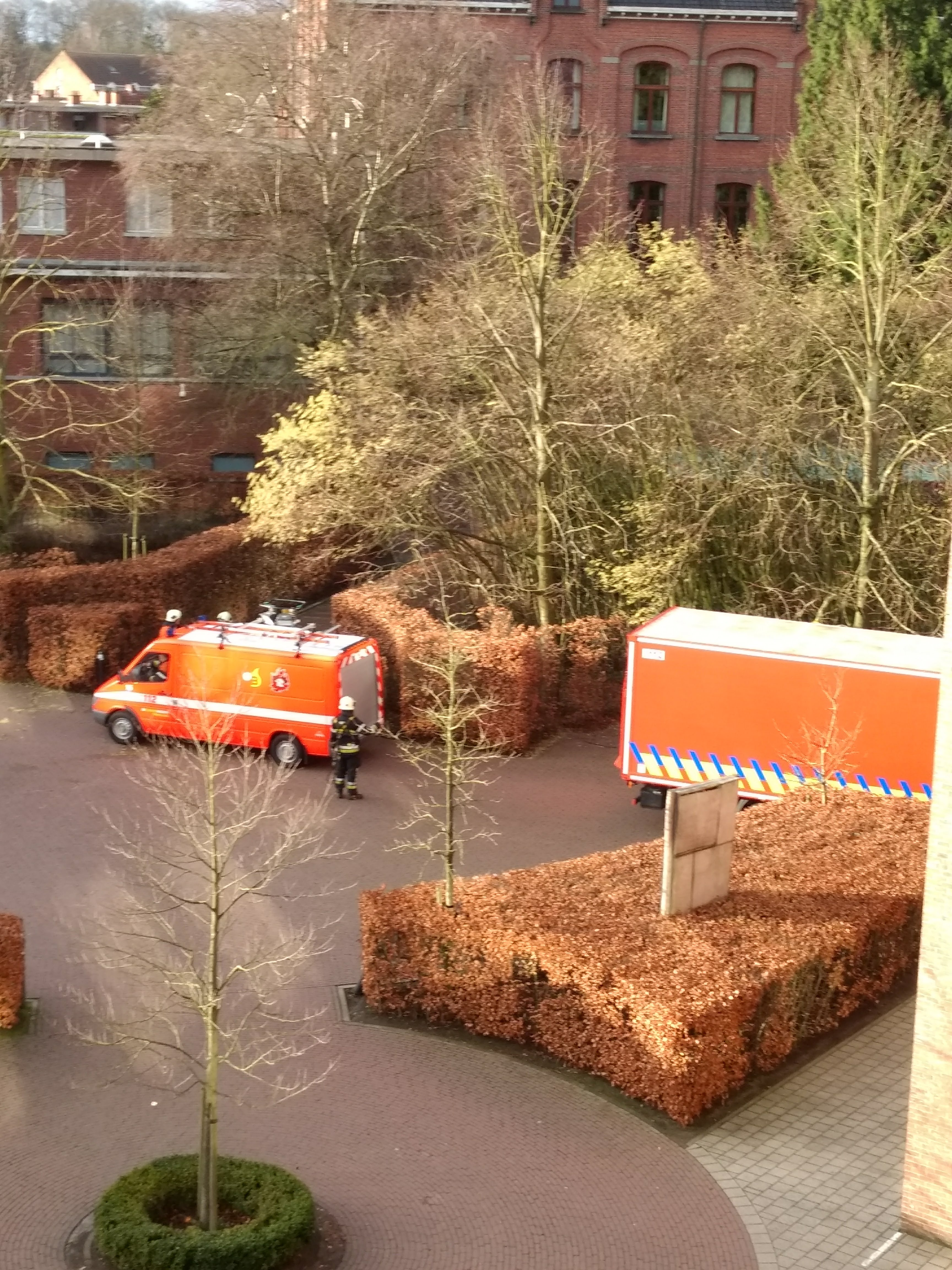
Er werden hulpdiensten bijgehaald
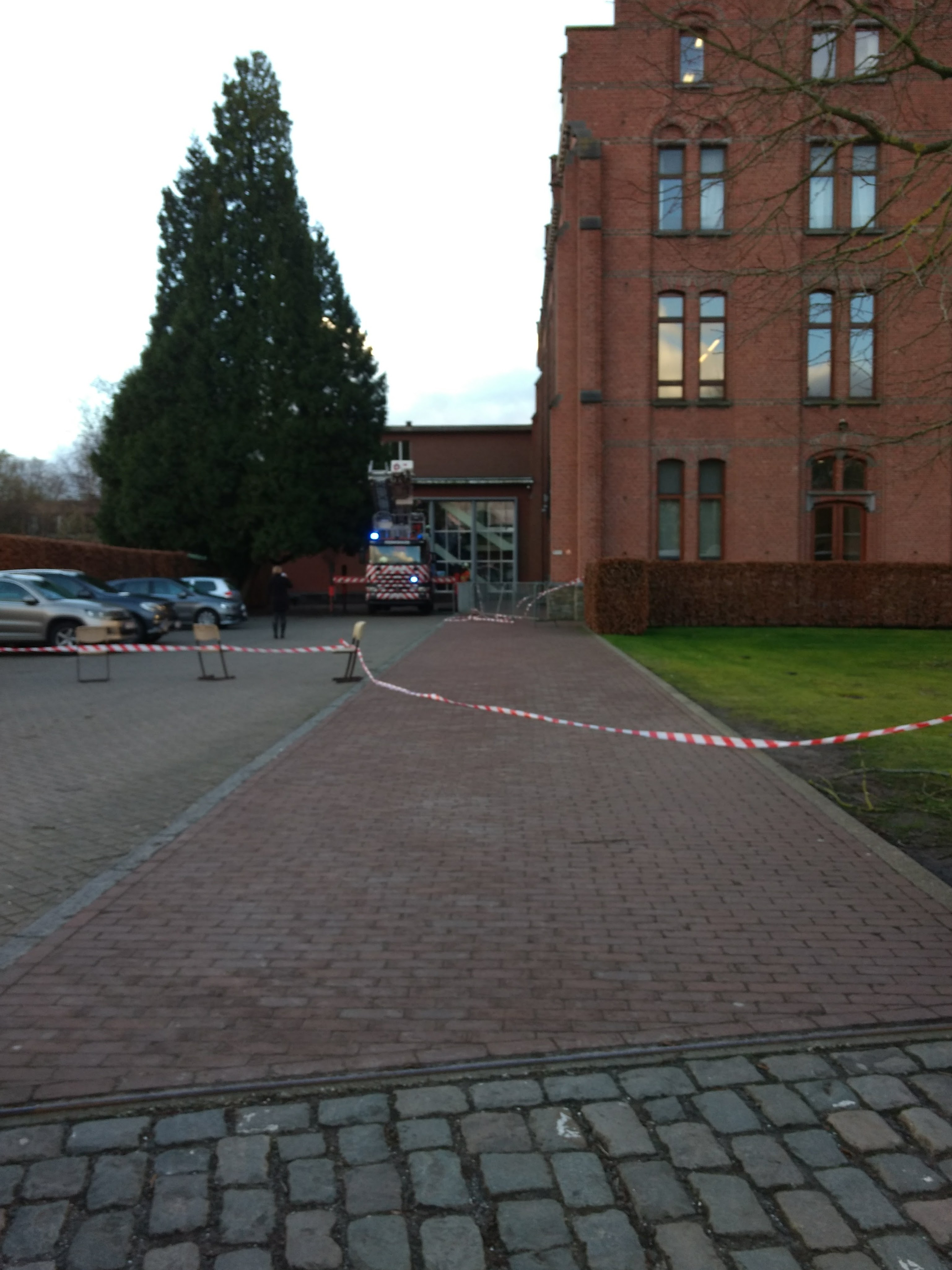
Er vielen ook dakpannen van het Groothuys

### Tijdens decoronapandemie
- In oktober 2020 moesten alle 203 leerlingen van het vierde middelbaar een week thuisblijven omdat er 58 leerlingen van het middelbaar, van wie een groot deel in het vierde jaar zat, in preventieve quarantaine zaten na een illegaal slaapfeestje.[33][34]
- In november 2020 kwam de school in de media omdat ze een "netiquette" wilde invoeren voor afstandsonderwijs.[35][36] Dhr. Van Huffelen, de directeur, meende te denken dat de leerlingen de normale regels van in de klas zouden meenemen naar het online onderwijs, zonder dat er specifiek regels voor het afstandsonderwijs zouden moeten komen. Dat bleek echter ijdele hoop. Daarom werd er een lijst van regels opgesteld die ervoor moest zorgen dat leerlingen de les in een virtuele klas even goed konden volgen als in een echte klas.
- In maart 2021 kwam de school in de media omdat ze tientallen leerlingen die niet konden aarden in het afstandsonderwijs en daardoor dreigden te buizen voltijds naar school liet komen.[37][38][39][40] Om geen leerlingen te verliezen, wachtte directeur Van Huffelen de versoepelingen van de coronamaatregelen niet af.
- Ook in maart 2021 werd de lagere school voor 3 dagen gesloten na een aantal coronabesmettingen in het zesde leerjaar.[41][42] Na een grote testing werden nog eens vier besmettingen ontdekt.[43]